# Eli Whiteside
Dustin Eli Whiteside (né le 22 octobre 1979 à New Albany, Mississippi, États-Unis) est un receveur des Cubs de Chicago de la Ligue majeure de baseball.

## Carrière
Eli Whiteside est réclamé en 6e ronde par les Orioles de Baltimore en 2001. Il joue son premier match dans les majeures le 5 juillet 2005. Il ne prend part qu'à 9 parties pour les Orioles, frappant durant ce bref séjour en 2005 dans une moyenne au bâton de ,250 avec 3 coups sûrs et un point produit.
Après avoir évolué en ligues mineures dans l'organisation des Twins du Minnesota et des Giants de San Francisco, il revient dans les majeures en 2009 avec les Giants. Comme receveur substitut, il joue 49 parties, frappant pour ,248 avec 2 circuits et 13 points produits. Le 10 juillet 2009, il est derrière le marbre pour San Francisco lorsque le lanceur Jonathan Sanchez réussit un match sans point ni coup sûr. Whiteside claque son premier coup de circuit dans les grandes ligues, un grand chelem, le 5 août 2009 face à Brian Moehler des Astros de Houston.
Il ne joue pas en séries éliminatoires mais est couronné champion de la Série mondiale 2010 avec les Giants.
En 2011, il voit plus de temps de jeu à la suite de la blessure en mai du receveur régulier des Giants, Buster Posey. Whiteside dispute 82 parties mais n'affiche qu'une moyenne au bâton de ,197. Ses 42 coups sûrs et 17 points produits sont néanmoins ses plus hauts totaux en une saison et il égale son meilleur total de circuits (4) établi la saison précédente. Derrière le marbre, il partage le travail avec le jeune Hector Sánchez et le vétéran Chris Stewart.
En décembre 2011, il signe un nouveau contrat des ligues mineures avec San Francisco. Il ne dispute que 12 parties des Giants en 2012 et ne fait pas partie de l'effectif de l'équipe qui remporte la Série mondiale en octobre. Le 5 novembre 2012, il est réclamé au ballottage par les Yankees de New York. Le 3 décembre, il passe, toujours par le ballottage, des Yankees aux Blue Jays de Toronto. Le 12 décembre, le ballottage l'envoie de nouveau à une autre équipe, cette fois les Rangers du Texas. En 2013, il s'aligne avec l'Express de Round Rock, le club-école des Rangers. 
Whiteside rejoint les Cubs de Chicago en 2014.